# 전헌태
전헌태(全憲兌, 1963년 11월 16일 ~ 현재)는 대한민국의 배우이다. 본관은 정선이며, 강원도 출생이다.

## 학력
- 강릉초등학교
- 선린중학교
- 배문고등학교
- 서울예술대학

## 출연작

### 영화
- 1996년 《충무로 돈키호테》 ... 차민섭 역
- 1996년 《언픽스》 ... 보스 4 역
- 1998년 《엑스트라》 ... 재벌 2세 역
- 2000년 《리베라 메》 ... 정원만 역
- 2001년 《조폭 마누라》 ... 난폭 운전수 역
- 2003년 《지구를 지켜라!》 ... 복도 형사 역
- 2003년 《질투는 나의 힘》 ... CEO 역
- 2003년 《똥개》 ... 진묵패 역
- 2004년 《도마 안중근》 ... 이석산 역
- 2005년 《분홍신》 ... 부동산 업자 역
- 2005년 《6월의 일기》 ... 동료 형사 4 역
- 2006년 《국경의 남쪽》 ... 선호담당 형사 역
- 2006년 《어느날 갑자기 두 번째 이야기 - 네 번째 층》 ... 박 형사 역
- 2006년 《타짜》 ... 사복 형사 역
- 2007년 《열세살, 수아》 ... 파카남 역
- 2007년 《펀치 레이디》 ... 슈퍼주인 역
- 2008년 《이제는 말할 수 있다》
- 2008년 《트럭》 ... 도박장 이 형사 역
- 2009년 《우리가족을 찾습니다》
- 2009년 《소년 마부》 ... 은태 역
- 2009년 《하이브리드》
- 2009년 《불꽃처럼 나비처럼》 ... 서대문 경비군관 역
- 2009년 《킬미》 ... 도심저격 지휘관 역
- 2009년 《낙원 - 파라다이스》 ... 명훈 역
- 2009년 《전우치》 ... 운전자 역
- 2010년 《육혈포 강도단》 ... 은행 과장 역
- 2010년 《초능력자》 ... 멱살 아저씨 역
- 2011년 《완득이》 ... 인천체육관 관장 역
- 2011년 《스파이 파파》 ... 투기꾼 역
- 2012년 《아부의 왕》 ... 이부장 역
- 2012년 《연가시》 ... 골프장 의사 2 역
- 2012년 《가족시네마》 ... 경찰1 (E.D.571) 역
- 2012년 《자칼이 온다》 ... 정신과의사 역
- 2012년 《나의 PS 파트너》 ... 승준회사 부장 역
- 2013년 《7번방의 선물》 ... 형사반장 역 (첫 천만영화)
- 2013년 《미생 프리퀄》 ... 부장님 역
- 2014년 《맛》 ... 김 사장 역
- 2015년 《위험한 상견례 2》 ... 경호원 역
- 2015년 《어떤 가족》 ... 보육 원장 역
- 2017년 《꾼》 ... 경찰서장 역
- 2018년 《데자뷰》 ... 도윤철 역
- 2020년 《시호》 ... 성재선배 역

### 드라마
- 1998년 SBS 《삼김시대》 ... 이희성 역
- 2001년 KBS1 《대추나무 사랑걸렸네》
- 2004년 KBS2 《불멸의 이순신》 ... 정담 역
- 2007년 MBC 드라마넷 《별순검 시즌1》 ... 김 내관 역
- 2008년 KBS1 《대왕 세종》 ... 김새 역
- 2008년 SBS 《일지매》 ... 용골대 역
- 2008년 KBS2 《최강칠우》 ... 웅기의 부하 역
- 2008년 MBC 《에덴의 동쪽》 ... 남 형사 역
- 2008년 KBS2 《바람의 나라》 ... 수비대장 역
- 2008년 SBS 《바람의 화원》 ... 청지기 역
- 2008년 KBS2 《아내와 여자》
- 2009년 KBS2 《천추태후》 ... 야율홍고 역
- 2009년 KBS1 《집으로 가는 길》 ... 김 대표 역
- 2009년 MBC 《돌아온 일지매》 ... 해동청파 두목 역
- 2009년 MBC 《내조의 여왕》 ... 주치의 역
- 2009년 MBC 《멈출 수 없어》 ... 강 형사 역
- 2009년 SBS 《태양을 삼켜라》 ... 조합장 역
- 2009년 tvN 《세남자》
- 2009년 MBC 《탐나는도다》 ... 왕대인 역
- 2009년 SBS 《천만번 사랑해》
- 2009년 MBC 《지붕뚫고 하이킥!》 ... 중국집 사장 역[2]
- 2009년 MBC 《맨땅에 헤딩》
- 2009년 SBS 《미남이시네요》
- 2009년 SBS 《천사의 유혹》 ... 전 형사 역
- 2009년 SBS 《아내가 돌아왔다》
- 2009년 tvN 《미세스타운 - 남편이 죽었다》 ... 부장 역
- 2009년 KBS1 《HDTV 문학관 - 사람의 아들》 ... 이 팀장 역
- 2010년 SBS 《제중원》 ... 책쾌 역
- 2010년 SBS 《산부인과》 ... 윤서진을 알고있는 남자 역
- 2010년 KBS2 《부자의 탄생》
- 2010년 SBS 《검사 프린세스》 ... 박 형사 역
- 2010년 MBC 《동이》 ... 정인국무관 역
- 2010년 MBC 《볼수록 애교만점》
- 2010년 KBS1 《거상 김만덕》 ... 전주 역
- 2010년 SBS 《자이언트》 ... 디자이너 역
- 2010년 MBC 《김수로》 ... 미오야 마왕 역
- 2010년 MBC 《황금물고기》
- 2010년 MBC 《런닝, 구》 ... 코치 역
- 2010년 MBC 《글로리아》
- 2010년 KBS1 《산너머 남촌에는》
- 2010년 SBS 《커피 하우스》
- 2010년 KBS2 《국가가 부른다》
- 2010년 MBC 《주홍글씨》
- 2010년 MBC 드라마넷 《별순검 시즌3》
- 2010년 SBS 《여자를 몰라》
- 2010년 MBC 《장난스런 키스》
- 2010년 KBS1 《전우》 ... 강 중사 역
- 2010년 tvN 《조선X파일 기찰비록》
- 2010년 MBC 《욕망의 불꽃》
- 2010년 MBC 《역전의 여왕》 ... 떡볶이 사장 역
- 2010년 KBS1 《웃어라 동해야》
- 2010년 SBS 《대물》 ... 편집장 역
- 2010년 SBS 《웃어요, 엄마》
- 2010년 MBC 《몽땅 내 사랑》
- 2010년 SBS 《시크릿 가든》 ... 전 형사 역
- 2010년 KBS1 《근초고왕》 ... 돌쌍 역
- 2010년 SBS 《괜찮아, 아빠딸》 ... 형사 역
- 2011년 SBS 《장미의 전쟁》
- 2011년 MBC 《마이 프린세스》 ... 기자 역
- 2011년 MBC 《짝패》
- 2011년 MBC 《반짝반짝 빛나는》 ... 서점에서 밀봉된 책 포장지를 뜯은 남자 역
- 2011년 SBS 《마이더스》
- 2011년 KBS2 《가시나무새》
- 2011년 MBC 《최고의 사랑》 ... 소속사 대표 역
- 2011년 SBS 《내게 거짓말을 해봐》 ... 형사 역
- 2011년 KBS2 《로맨스 타운》
- 2011년 SBS 《시티헌터》
- 2011년 MBC 《미스 리플리》
- 2011년 SBS 《미쓰 아줌마》
- 2011년 KBS1 《광개토태왕》 ... 유기 역
- 2011년 KBS2 《드라마 스페셜 - 영덕 우먼스 씨름단》
- 2011년 MBC 《불굴의 며느리》
- 2011년 SBS 《무사 백동수》
- 2011년 KBS2 《공주의 남자》
- 2011년 MBC 《계백》 ... 사비성 문지기 역
- 2011년 MBC 《지고는 못살아》
- 2011년 KBS2 《드라마 스페셜 - 딸기 아이스크림》
- 2011년 MBC 《심야병원》 ... 한중섭 역
- 2011년 KBS2 《복희 누나》
- 2011년 ~ 2012년 OCN 《특수사건 전담반 TEN》 - 센터장 역
- 2011년 MBC 《빛과 그림자》
- 2011년 JTBC 《청담동 살아요》
- 2012년 SBS 《샐러리맨 초한지》
- 2012년 tvN 《닥치고 꽃미남 밴드》
- 2012년 MBC 《신들의 만찬》 ... '사나래'의 부주방장 역
- 2012년 MBC 《무신》 ... 김취려 역
- 2012년 tvN 《인현왕후의 남자》
- 2012년 KBS1 《별도 달도 따줄게》
- 2012년 SBS 《그래도 당신》
- 2012년 SBS 《추적자 THE CHASER》 ... 강동윤의 경호원 역
- 2012년 KBS2 《KBS 드라마 스페셜 - 내가 우스워 보여?》 ... 재판장 역
- 2012년 MBC 《골든 타임》
- 2012년 KBS2 《패밀리》
- 2012년 MBC 《아랑사또전》
- 2012년 SBS 《다섯 손가락》
- 2012년 MBC 《마의》 ... 사복시 마의 역
- 2012년 tvN 《유리 가면》
- 2012년 SBS 《너라서 좋아》
- 2012년 KBS2 《내 딸 서영이》
- 2012년 MBC 《엄마가 뭐길래》
- 2012년 SBS 《드라마의 제왕》 ... 담임선생님 역
- 2012년 KBS2 《드라마 스페셜 - 복마전》
- 2012년 MBC 《오자룡이 간다》
- 2012년 KBS2 《전우치》
- 2013년 MBC 《7급 공무원》
- 2013년 JTBC 《궁중잔혹사 꽃들의 전쟁》 ... 구인후 역
- 2013년 SBS 《장옥정, 사랑에 살다》
- 2013년 OCN 《특수사건 전담반 TEN 2》 ... 센터장 역
- 2013년 KBS2 《천명: 조선판 도망자 이야기》
- 2013년 SBS 《못난이 주의보》
- 2013년 MBC 《구암 허준》
- 2013년 MBC 《여왕의 교실》
- 2013년 MBC 《스캔들: 매우 충격적이고 부도덕한 사건》
- 2013년 SBS 《두 여자의 방》
- 2013년 tvN 《응답하라 1994》 ... 삼천포가 근무하는 회사 부장 역
- 2013년 tvN 《빠스껫 볼》
- 2013년 MBC 《드라마 페스티벌 - 상놈 탈출기》
- 2013년 MBC 《황금무지개》
- 2014년 KBS2 《감격시대 : 투신의 탄생》 ... 허모연 국장 역
- 2014년 OCN 《귀신 보는 형사 처용》 ... 수사과장 역
- 2014년 TV조선 《불꽃속으로》
- 2014년 SBS 《닥터 이방인》 ... 북한 고위간부 역
- 2014년 SBS 《너희들은 포위됐다》 ... 오 반장 역
- 2014년 KBS2 《조선 총잡이》 ... 정원호 대감 역
- 2014년 MBC 《야경꾼 일지》
- 2014년 tvN 《삼총사》
- 2014년 KBS2 《아이언맨》
- 2014년 OCN 《나쁜 녀석들》 ... 경찰서장 역
- 2014년~2015년 MBC 《전설의 마녀》 ... 은행원 역
- 2014년 MBC 《장미빛 연인들》 ... 영화관에서 코를 골며 자고 있는 사람 역
- 2014년 MBC 《폭풍의 여자》
- 2014년 KBS2 《왕의 얼굴》
- 2014년 KBS1 《고양이는 있다》 ... 염병수의 꿈에 등장한 저승사자 역
- 2014년 MBC 《전설의 마녀》
- 2014년 TV조선 《최고의 결혼》
- 2014년 SBS 《펀치》 ... 최승석 경사 역
- 2014년 KBS2 《달콤한 비밀》
- 2015년 KBS2 《블러드》 ... 공자복 역
- 2015년 KBS2 《착하지 않은 여자들》
- 2015년 KBS2 《KBS 드라마 스페셜 - 머리심는 날》 ... 고시원 사장 역
- 2015년 KBS2 《그래도 푸르른 날에》
- 2015년 SBS 《이혼변호사는 연애중》 ... 지하철 사고 당시 명함을 받은 남자 역
- 2015년 KBS2 《프로듀사》 ... 기 국장 역
- 2015년 MBC 《딱 너 같은 딸》 ... 정 본부장 역
- 2015년 SBS 《심야식당》 ... 대리기사 역
- 2015년 MBC 《화정》
- 2015년 KBS1 《가족을 지켜라》 ... 사기꾼 역
- 2015년 넷플릭스 《센스에잇 (sense 8)》 ... yuan tan wu 역
- 2015년 KBS2 《파랑새의 집》
- 2015년 KBS2 《장사의 신 - 객주 2015》
- 2015년 KBS2 《KBS 드라마 스페셜 - 노량진역에는 기차가 서지 않는다》
- 2015년 KBS1 《우리집 꿀단지》
- 2015년 MBC Every1 《상상고양이》
- 2015년 UMAX & O'live 《나에게 건배》 ... 이부장 역
- 2016년 MBC 《최고의 연인》
- 2016년 MBC 《좋은사람》 ... 오과장 역
- 2016년 KBS2 《내 마음의 꽃비》
- 2016년 KBS2 《구르미 그린 달빛》
- 2016년 SBS 《끝에서 두번째 사랑》
- 2016년 MBC 《불어라 미풍아》 ... 허풍기 이사 역
- 2017년 MBC 《빙구》
- 2017년 KBS2 《아버지가 이상해》
- 2017년 KBS2 《완벽한 아내》 ... 사무장 역
- 2017년 KBS2 《이름 없는 여자》 ... 사기꾼 역
- 2017년 JTBC 《품위있는 그녀》 ... 이춘기 형사 역
- 2017년 MBC 《왕은 사랑한다》
- 2017년 KBS2 《최고의 한방》 ... 물류창고직원 역
- 2017년 KBS2 《그 여자의 바다》
- 2017년 SBS 《달콤한 원수》
- 2017년 KBS2 《학교 2017》 ... 청소용역 강대표 역
- 2017년 MBC 《전생에 웬수들》 ... 김 부장 역
- 2018년 MBN 《연남동 539》
- 2018년 tvN 《라이브》
- 2018년 MBC 《부잣집 아들》
- 2018년 MBC Every1 《단짠 오피스》 ... 조만식 역
- 2019년 KBS2 《왼손잡이 아내》 ... 감사실장 역
- 2022년 MBC 《금수저》 ... 박장군의 아버지 역
- 2023년 KBS2 《고려 거란 전쟁》
- 2024년 KBS2 《피도 눈물도 없이》 ... 이은유의 아버지 역(특별출연)

## 광고
- 2019년 공익 캠페인 - 건전한 근로문화 만들기
- 2014년 AIA생명 무배당 뉴 원스톱 암보험 포장마차 편
- 2005년 LG텔레콤 뱅크온
- 2004년 쿠에스치킨
- 2002년 관성주택
- 2002년 한국디지털위성방송 스카이라이프 개국 편
- 2001년 hereare.com
- 2000년 삼성물산 래미안

## 수상
- 1983년 MBC 대학가요제 은상